# Близненские Дворы
Близненские Дворы — деревня в Болховском районе Орловской области России. Административный центр Герасимовского сельского поселения.

## География
Деревня находится в северной части Орловской области, в лесостепной зоне, в пределах центральной части Среднерусской возвышенности, на расстоянии примерно 16 километров (по прямой) к северо-северо-западу (NNW) от города Болхова, административного центра района. Абсолютная высота — 226 метров над уровнем моря.
Часовой пояс
Деревня Близненские Дворы, как и вся Орловская область, находится в часовой зоне МСК (московское время). Смещение применяемого времени относительно UTC составляет +3:00.

## Население
| 2002 | 2010 |
| ---- | ---- |
| 29   | ↗34  |

Половой состав
По данным Всероссийской переписи населения 2010 года в гендерной структуре населения мужчины составляли 44,1 %, женщины — соответственно 55,9 %.
Национальный состав
Согласно результатам переписи 2002 года, в национальной структуре населения русские составляли 100 % из 29 чел.

## Улицы
Уличная сеть деревни состоит из одной улицы (ул. Берёзовая).

## Великая Отечественная война[8]
В деревне имеется братская могила, в которой захоронены 129 павших защитников родины из 31, 56, 68 танк.бригад., 12 гв. 46, 67, 342, 356 стрелк. дивизий, 198 стр. бр., 3 мотострелковой бригады.